# جان پی. هیل
جان پارکر هیل (به انگلیسی: John Parker Hale) سناتور سابق عضو حزب جمهوری‌خواه ایالات متحده آمریکا بود. وی در سال ۱۸۴۷ تا ۱۸۴۸ و ۱۸۴۸ تا ۱۸۵۳ و ۱۸۵۵ تا ۱۸۵۶ و ۱۸۵۶ تا ۱۸۶۵ میلادی سناتور ایالت نیوهمپشایر در سنای ایالات متحده آمریکا بود.